# Śląski Związek Piłki Nożnej

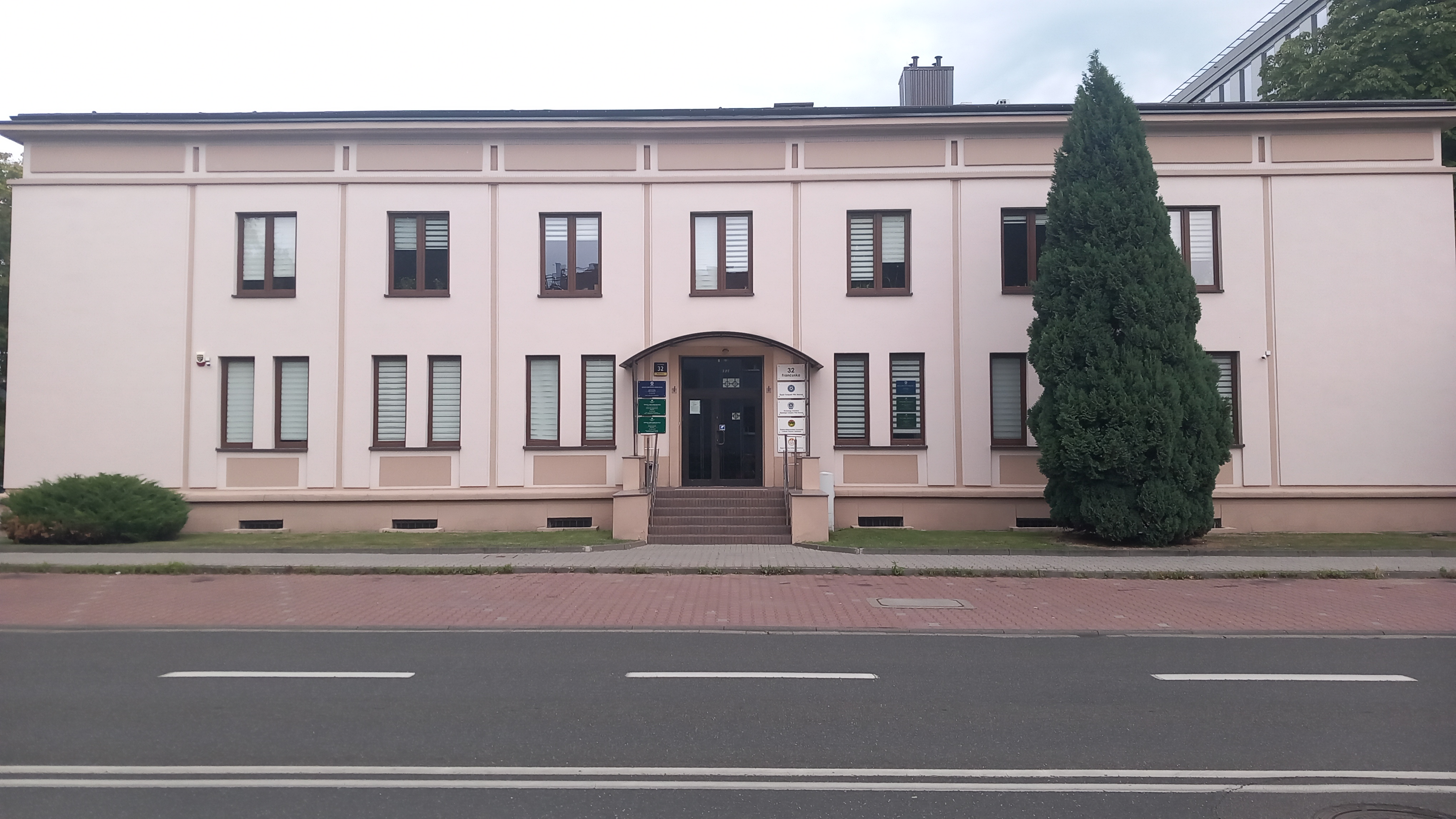
Siedziba ŚZPN przy ulicy Francuskiej 32

Śląski Związek Piłki Nożnej – organ terenowy Polskiego Związku Piłki Nożnej założony w 1920 roku w Bytomiu z siedzibą w Katowicach; jeden z 16 Wojewódzkich Związków Piłki Nożnej w Polsce zarządzający rozgrywkami piłkarskimi w województwie śląskim.

## Historia

### Początki
Na początku XX wieku na Górnym Śląsku zakładanie związku piłkarskiego rozwijało się wielotorowo. Z jednej strony powstał w roku 1906 w Katowicach niemiecki Kattowitzer Ballspiel-Verband (Katowicki Związek Piłkarski), który w tym samym roku został członkiem Południowo-Wschodniego Niemieckiego Związku Piłki Nożnej (Südostdeutscher Fußball-Verband) i tym samym Niemieckiego Związku Piłki Nożnej. W sesonie 1906/07 odbyły się pierwsze rozgrywki, a pierwszym mistrzem regionu górnośląskiego został FC Preußen 05 Kattowitz (Katowice).

### Lata międzywojenne
Odpowiednio, tylko 14 lat później powstaje w ówcześnie niemieckim Bytomiu Górnośląski Związek Towarzystw Sportowych, z którego 4 sierpnia 1920 ukonstytuował się Górnośląski Związek Okręgowy Piłki Nożnej z siedzibą w Bytomiu, a pierwszym prezesem został Stanisław Flieger.
12 grudnia 1920 rozpoczęły się pierwsze oficjalne rozgrywki o mistrzostwo klasy „A”, czyli o mistrzostwo Górnego Śląska.
Pierwszym mistrzem wschodniego (polskiego) (Górnego) Śląska w roku 1922 został Ruch Wielkie Hajduki (Chorzów), który to też awansował do finałów Mistrzostw Polski. 
W styczniu 1924 roku Górnośląski Okręgowy Związek Piłki Nożnej (OZPN) przejął na mocy porozumienia wszystkie 143 kluby zrzeszone w niemieckim Wojewódzkim Związku Piłki Nożnej (Wojewodschaft Fussbalverband), m.in. 1. FC Kattowitz i VfR Königshütte, nazwane od tego momentu odpowiednio 1. FC Katowice i AKS Królewska Huta (Chorzów), które do tego czasu występowały w rozgrywkach o mistrzostwo i Puchar Niemiec.
Dnia 10 marca 1927 roku Górnośląski OZPN zmienił swoją nazwę na Śląski OZPN.
W roku 1933 Ruch Wielkie Hajduki zdobył pierwsze dla Śląska mistrzostwo Polski.

### Okres 1939 – 1945
Po wybuchu II wojny światowej i przyłączeniu polskiego (wschodniego) Górnego Śląska do Niemiec większość klubów górnośląskich, po zmianie nazw, przystąpiło do rozgrywek niemieckich, początkowo w śląskiej  (Gauliga Schlesien), a od roku 1941 w górnośląskiej Gaulidze (Gauliga Oberschlesien), należąc do Niemieckiego Związku Piłki Nożnej. Mistrzostwo Śląska wywalczył w latach 1940 i 1941 dwukrotnie Vorwärts-Rasensport Gleiwitz (Gliwice), a Górnego Śląska, w latach 1942, 1943 i 1944, 3-krotnie Germania Königshütte (AKS Chorzów).

### Lata powojenne
Na mocy zarządzenia wojewody śląsko-dąbrowskiego z dnia 17 lutego 1945 roku związek zostaje reaktywowany. 
Dnia 23 marca 1949 roku Śląski OZPN zostaje rozwiązany, podobnie jak i inne Okręgowe Związki Piłki Nożnej, a na jego miejsce powstaje Wojewódzki Komitet Kultury Fizycznej (WKKF), a przy nim Sekcja Piłki Nożnej. 
W roku 1953 wznowione zostają rozgrywki ligi śląskiej z udziałem 14 zespołów.
W tymże roku zostaje otwarta pierwsza w Polsce szkółka piłkarska w Chorzowie, nazwana MKS Zryw Chorzów, która pod kierownictwem sportowym prof. Murgota stanie się wylęgarnią narybku piłkarskich talentów.
W dniu 22 lipca 1956 roku meczem Polska – NRD (0:2) oficjalnie otwarto w Chorzowie Stadion Śląski.
2 października 1962 roku odgórną decyzją władz (nie tylko) sportowych zostają połączeni Śląski z Zagłębiowskim OZPN i powstaje OZPN Katowice (tzw. nowy statut PZPN).
29 kwietnia 1970 roku Górnik Zabrze jako pierwszy i dotychczas jedyny klub występuje w finale europejskich rozgrywek pucharowych, pucharze zdobywców pucharów, przegrywając w Wiedniu ze zdobywcą pucharu Anglii, Manchester City 1:2.

## Podokręgi
- Bielsko-Biała
- Bytom
- Częstochowa
- Katowice
- Lubliniec
- Racibórz
- Rybnik
- Skoczów
- Sosnowiec
- Tychy
- Zabrze
- Żywiec

## Sukcesy w kraju
- 33-krotne zdobycie mistrzostwa Polski

Ruch Hajduki Wielkie/Chorzów (14x), Górnik Zabrze (14x), Polonia Bytom (2x), Szombierki Bytom (1x), Piast Gliwice (1x), Raków Częstochowa (1x)
- 18-krotne zdobycie Pucharu Polski

Górnik Zabrze (6x), Zagłębie Sosnowiec (4x), Ruch Chorzów (3x), GKS Katowice (3x), Raków Częstochowa (2x)
- 5-krotne zdobycie Superpucharu

GKS Katowice (2x), Raków Częstochowa (2x), Górnik Zabrze (1x), 

## Mistrzowie Górnego Śląska
- Vorwärts-Rasensport Gleiwitz, 10x (1924[3], 1927[3], 1932[3], 1933[3], 1935[3][4], 1936[3][4], 1938[3][4], 1939[3][4], 1940[4], 1941[4])
- SuSV 09 Beuthen, 7x (1920, 1921, 1923[3], 1925[3], 1929[3], 1934[3][4] 1937[3][4])
- AKS Królewska Huta/Chorzów (Germania Königshütte), 6x (1924[5], 1930[5], 1936[5], 1942, 1943, 1944)
- Preussen 05 Kattowitz, 6x (1907, 1908, 1909, 1913, 1914, 1922[3])
- Śląsk Świętochłowice, 4x (1927[5], 1934[5], 1938[5], 1939[5])
- Naprzód Lipiny, 4x (1929[5], 1931[5], 1933[5], 1937[5])
- SC Preußen Zaborze, 3x (1928[3], 1930[3], 1931[3])
- Gemania Kattowitz, 2x (1910, 1911)
- Ruch Hajduki Wielkie/Chorzów, 2x (1922[5], 1926[5])
- Diana Kattowitz, 1x (1912)
- Iskra Siemianowice, 1x (1923[5])
- VfB 1910 Gleiwitz, 1x (1926[3])
- Pogoń Katowice, 1x (1928[5])
- 1. FC Kattowitz, 1x (1932[5])
- Dąb Katowice, 1x (1935[5])
- RTP Unia Raciborz (2012/2013),(Damen),

(W latach 1922–1939 rozgrywano oddzielne mistrzostwa dla polskiego (wschodniego) i niemieckiego (zachodniego) Górnego Śląska)

## Kluby
GKS Katowice, Górnik Zabrze, Ruch Chorzów, Odra Wodzisław, Gwarek Tarnowskie Góry, Ruch Radzionków, Śląsk Świętochłowice, Polonia Bytom, AKS Chorzów (VfR Königshütte), 1. FC Katowice, Szombierki Bytom, GKS Tychy, Energetyk ROW Rybnik, Policyjny Klub Sportowy Katowice, Sparta Katowice, Dąb Katowice, Górnik Katowice, Pogoń Katowice, Piast Gliwice, Naprzód Lipiny, Unia Racibórz, Raków Częstochowa.
SVgg Vorwärts-Rasensport Gleiwitz (Gliwice), Beuthener SuSV 09 (Bytom), SC Preußen 1910 Zaborze (Zabrze), FC Preußen 05 Kattowitz (Katowice), SC Diana Kattowitz (Katowice), FC Ratibor 03 (Racibórz), SC Borussia Myslowitz (Mysłowice), FC Hohenzollern 07 Laurahütte (Siemianowice Śl.), FC Britannia Beuthen (Bytom), SC 08 Königshütte (Królewska Huta/Chorzów), SpVgg 01 Königshütte (Królewska Huta/Chorzów), FV Germania Königshütte (Królewska Huta/Chorzów)

## Reprezentanci narodowi
- Polski

Ernest Wilimowski, Jerzy Dudek, Gerard Wodarz, Ewald Dytko, Erwin Nytz, Marcin Baszczyński, Leonard Piontek, Wilhelm Piec, Ryszard Piec, Wilhelm Góra, Edmund Giemsa, Ewald Cebula, Walter Brom, Edward Jankowski, Karol Kossok, Emil Goerlitz, Gerard Cieślik, Maksymilian Barański, Henryk Gajdzik, Oskar Grzywocz, Henryk Janduda, Werner Antoni Janik, Henryk Spodzieja, Teodor Wieczorek, Jerzy Wostal, Hubert Kostka, Włodzimierz Lubański, Roman Lentner, Jan Liberda, Zygmunt Anczok, Zygfryd Szołtysik, Edward Szymkowiak, Jan Banaś, Ernst Pohl, Stanisław Oślizło, Sebastian Tyrała, Leonard Malik, Alojzy Sitko, Paweł Sibik, Sebastian Boenisch
- Niemiec

Ernest Wilimowski, Lukas Podolski, Miroslav Klose, Dariusz Wosz, Richard Herrmann, Richard Kubus, Reinhard Schaletzki, Ernst Plener, Richard Malik

## Prezesi
- 1920 Edmund Grabianowski
- 1920-1921 Stanisław Flieger
- 1921 Paweł Kopieczny
- 1921-1923 Alojzy Budniok
- 1923-1925 Rudolf Niemczyk
- 1925-1933 Stanisław Flieger
- 1933-1939 Józef Żułtaszek
- 1945-1946 Józef Wesołowski
- 1946 Józef Salcewicz
- 1946-1949 Jerzy Ziętek
- 1948-1951 Kazimierz Ulewicz
- 1951-1959 Karol Krawczyk
- 1959-1973 Jerzy Ziętek
- 1973-1976 Czesław Przymenski
- 1976-1978 Marian Wysocki
- 1978-1987 Roman Stachoń
- 1987-1991 Edward Puszczewicz
- 1991-2002 Marian Dziurowicz
- 2002-2016 Rudolf Bugdoł
- od 2016 Henryk Kula

## Literatura
- 75 LAT OZPN KATOWICE – KSIĘGA PAMIĄTKOWA, Okręgowy Związek Piłki Nożnej Katowice 1920 – 1995, ludzie – historia – fakty, wyd. GIA Katowice 1996
- PIŁKA JEST OKRĄGŁA – 50 LAT PIŁKARSTWA W WOJEWÓDZTWIE KATOWICKIM, tekst opracowali Andrzej Konieczny i Karol Krawczyk, wyd. Śląsk 1971 – wyd. 1
- Górnoślązacy w polskiej i niemieckiej reprezentacji narodowej w piłce nożnej – wczoraj i dziś. Sport i polityka na Górnym Śląsku w XX wieku, producent: Książka SENDSPORT.PL, autor: Dawid Smolorz, Paweł Czado, Joachim Waloszek, Grzegorz Bębnik, Witold Łastowiecki, rok wydania: 2006, ISBN 83-60470-02-2
- Fussball-Chronik, „Fussball in Schlesien 1900/01-1932/33", Ergebnisse und Tabellen aus den höchsten Ligen des Südostdeutschen Fussballverbandes und der Einzelverbände der Region, wyd. D.S.F.S.
- „Die Gauligen 1933-1945”, wyd. D.S.F.S.